# Pijąca kawę
Artykuł ten został zgłoszony do umieszczenia na stronie głównej w rubryce „Czy wiesz”.
Pomóż nam go sprawdzić: oceń zgłoszoną nominację.
Pijąca kawę (słoweń. Kofetarica) – obraz olejny autorstwa Ivany Kobilcy, namalowany w 1888 roku, wystawiany w Narodowej Galerii Słowenii w Lublanie.

## Historia
Obraz powstał w Monachium w 1888 roku, autorka miała wówczas 26 lat. Został po raz pierwszy wystawiony w Lublanie w 1889 roku. Artystka uważała to dzieło za jedną ze swoich najbardziej udanych prac i nigdy nie zdecydowała się go sprzedać. Według relacji rodzinnej obraz został uszkodzony przez zazdrosną artystkę podczas wystawy w Sarajewie, badacze przez lata myśleli, że uszkodzenie wynikało z wygięcia płótna. Siostrzenica malarki, Mira Pintar, sprzedała obraz kolekcjonerowi Rado Hribarowi, który umieścił je na zamku Strmol w 1937 roku, rezydencja ta była jego własnością. Rado Hribar został zamordowany z żoną przez VOS w 1944 roku, wywiad komunistyczny dostrzegł w nim potencjalne zagrożenie, gdyż był osobą zamożną. Obraz następnie należał do państwa, od 1970 roku znajduje się na wystawie w Narodowej Galerii Słowenii. Przeprowadzono denacjonalizację dzieł sztuki i w 2004 roku dzieło formalnie wróciło do Petra Hribara Jr. – siostrzeńca prawowitego właściciela, Rado Hribara. Właściciel jednak nie może swobodnie dysponować obrazem, muzeum ma nadal prawo obraz wystawiać. Proponowano właścicielowi wykup obrazu do muzeum za 150 000 euro, ale ofertę odrzucił, powiesił sobie za to reprodukcję obrazu w domu. Dzieło jest nadal prezentowane na wystawie w Narodowej Galerii Słowenii (nr inw. ZD S 2005230). Według badania ankietowego jest to drugi najpopularniejszy wśród zwiedzających obraz znajdujący się w Narodowej Galerii Słowenii po obrazie Lato (słoweń. Poletje), również autorstwa Ivany Kobilcy i jest jednym z najbardziej rozpoznawalnych słoweńskich dzieł sztuki, na tyle popularnym, że pojawiało się w reklamach telewizyjnych.

## Charakterystyka
Dzieło zostało namalowane techniką olejną na płótnie o wymiarach 100 na 70 cm, sygnowane w prawym dolnym rogu: I. Kobilca. Płótno przedstawia starszą kobietę w futrzanej czapce na głowie, która pije kawę, jej twarz została przedstawiona realistycznie. Oświetla ją miękkie światło, otaczają zaś ciemne barwy. Stylistyka obrazu nawiązuje do twórczości dawnych mistrzów i stanowi hołd dla malarstwa niderlandzkiego 1. połowy XVII wieku. Obraz można odczytać jako wyraz szacunku dla starości, która zadowala się prostymi przyjemnościami.